# Никола Попов (генерал)
Вижте пояснителната страница за други личности с името Никола Попов.
Никола Димитров Попов е български военен, генерал, командващ противовъздушната отбрана на София по време на Втората световна война.
Никола Попов е роден 15 март 1903 г. в град Търново. През Втората световна война полковник Попов командва противовъздушната отбрана на София с Първи противовъздушен полк. През 1944 г. е командир на Четвърти противовъздушен полк, Скопие, Кавала и други. Автор е на книгите „Цялостното обучение“ и „Бойната история на 24-ти Черноморски полк на Нейно Величество Елеонора”, „Изкуството да се живее“ и множество статии. Редактор е във Военно издателство. Секретар на Военно-историческото дружество при Военно-историческия музей.
Осъден от Народния съд на 5 години затвор, като „виновен за въвличането на България във Втората световна война“. След разрива между СССР и Запада през 1948 г. е реабилитиран. Съосновател на застрахователно дружество „Феникс“, което е национализирано през 1950 г. и обединено в ДЗИ където работи до 1973 г. Природолечител и йога. Живее в Стокхолм, Швеция.
Умира през май 2007 година в Якобсбери, Швеция.